# Ieronimo di Rodi
Ieronimo di Rodi (in greco antico: Ἱερώνυμος ὁ Ῥόδιος?, Hierṓnymos ho Rhódios; 290 a.C. circa – 230 a.C. circa) è stato un filosofo peripatetico greco antico, avversario di Arcesilao e Licone di Troade.

## Biografia e opere
Sebbene Cicerone sollevi dubbi al riguardo, Ieronimo era un peripatetico che modificò successivamente il suo pensiero fondando una scuola a indirizzo eclettico. 
Tra i suoi avversari filosofici non vi fu soltanto l'accademico Arcesilao, ma anche il peripatetico Licone di Troade che aveva modificato la dottrina aristotelica in senso rigorosamente stoico mentre Ieronimo propendeva per l'epicureismo affermando che il sommo bene era l'assenza di dolore (aponia) come risulta dalle citazioni di Cicerone, ostile alla dottrina epicurea, il quale sostiene che il filosofo considerò come bene maggiore la libertà dal dolore e dalle difficoltà e che il piacere dovesse essere cercato per se stesso:
– Sì; secondo lui il termine estremo è l'assenza del dolore.

– E sempre il medesimo che pensa del piacere?

– Dice che non è desiderabile per se stesso.

- Dunque ritiene che altro è provar gioia, altro dolore.»
(Cicerone, De finibus, II, 3, 8)
Ma il non provare dolore, sostiene Cicerone non vuol dire vivere bene:
(Cicerone, De finibus, II, 13, 41)
Esistono solo frammenti degli scritti e delle lettere di Ieronimo. Diogene Laerzio ricorda due sue opere: Sulla sospensione del giudizio e Note sparse. 